# Frank Currier
Frank Currier (Norwich, 4 settembre 1857 – Hollywood, 22 aprile 1928) è stato un attore e regista statunitense dell'epoca del muto.
Viene ricordato per la sua interpretazione del console romano che adotta Giuda Ben Hur (Ramón Novarro) nella versione del 1925 del film Ben Hur diretto da Fred Niblo.

## Biografia
Come molti altri attori che provenivano dal teatro, Currier iniziò a lavorare nel cinema in età matura. Nato nel 1857, girò il suo primo film nel 1912. Gli venivano affidate parti di contorno: i suoi erano personaggi di padri, ufficiali, pastori. Ma fu anche attore protagonista e regista: nel 1916, diresse circa una ventina di cortometraggi per la Vitagraph.

## Filmografia

### Attore

#### 1912
- The Cross Roads, regia di Frederick A. Thomson (1912)
- As You Like It, regia di James Stuart Blackton, Charles Kent e James Young (1912)
- On the Line of Peril (1912)
- Adam and Eve (1912)

#### 1913
- The Little Minister, regia di James Young (1913)
- Buttercups, regia di Frederick A. Thomson (1913)
- Love Laughs at Locksmiths; or, Love Finds a Way, regia di Ralph Ince (1913)

#### 1914
- The Hidden Letters, regia di Van Dyke Brooke (1914)
- The Rose and the Thorn, regia di Harry Lambert (Harry Lambart) (1914)
- 'Midst Woodland Shadows, regia di Ralph Ince (1914)
- In Bridal Attire, regia di Lee Beggs (1914)
- Fixing Their Dads, regia di George D. Baker (1914)
- Saved from a Life of Crime, regia di Theodore Marston (1914)
- Who's Who in Hogg Hollow (1914)

#### 1915
- Mother's Roses, regia di Theodore Marston (1915)
- A Mix-Up in Dress Suitcases, regia di Lee Beggs (1915)
- The Evil Men Do, regia di Maurice Costello e Robert Gaillord (Robert Gaillard) (1915)
- For Another's Crime, regia di William Humphrey (1915)
- The Quality of Mercy, regia di Lionel Belmore (1915)
- Twice Rescued, regia di Theodore Marston (1915)
- The Juggernaut, regia di Ralph W. Ince (1915)
- The Battle of Frenchman's Run, regia di Theodore Marston (1915)
- The Capitulation of the Major, regia di Wilfrid North (1915)
- The Closing of the Circuit, regia di Harry Davenport (1915)
- The Goddess, regia di Ralph Ince (1915)
- The Girl Who Might Have Been (1915)
- Playing the Game, regia di Wilfrid North (1915)
- The Little Doll's Dressmaker, regia di Wilfrid North (1915)
- The Silent W, regia di Wilfrid North (1915)
- The Mystery of Mary, regia di Harry Lambert (Harry Lambart) (1915)
- Hearts Ablaze, regia di Lorimer Johnston (1915)
- The Thirteenth Girl, regia di Theodore Marston (1915)

#### 1916
- Green Stockings, regia di Wilfrid North (1916)
- Freddy's Narrow Escape, regia di Frank Currier (1916)
- The Hunted Woman, regia di S. Rankin Drew (1916)
- Freddy Foils the Floaters, regia di Frank Currier (1916)
- Harold, the Nurse Girl, regia di Frank Currier (1916)
- The Conflict, regia di Ralph W. Ince (1916)
- His Wife's Good Name, regia di Ralph Ince (1916)
- Fifty-Fifty, regia di Allan Dwan (1916)
- The Wager, regia di George D. Baker (1916)
- The Ninety and Nine, regia di Ralph W. Ince (1916)

#### 1917
- Panthea, regia di Allan Dwan (1917)
- The End of the Tour, regia di George D. Baker (1917)
- Dall'odio all'amore (The Barricade), regia di Edwin Carewe (1917)
- His Father's Son, regia di George D. Baker (1917)
- Her Father's Keeper, regia di Arthur Rosson e Dick Rosson (Richard Rosson) (1917)
- God's Law and Man's, regia di John H. Collins (1917)
- Sowers and Reapers, regia di George D. Baker (1917)
- The Duchess of Doubt, regia di George D. Baker (1917)
- The Greatest Power, regia di Edwin Carewe e Edward J. Le Saint (1917)
- The Trail of the Shadow, regia di Edwin Carewe (1917)
- Grafters, regia di Arthur Rosson (1917)
- Cassidy, regia di Arthur Rosson (1917)
- Outwitted, regia di George D. Baker (1917)

#### 1918
- Revelation, regia di George D. Baker (1918)
- The Brass Check
- Social Hypocrites, regia di Albert Capellani (1918)
- With Neatness and Dispatch
- Toys of Fate o Tales of Fate, regia di George D. Baker (1918)
- The Winning of Beatrice
- To Hell with the Kaiser!
- Opportunity, regia di John H. Collins (1918)
- A Successful Adventure
- Liberty Bond Jimmy
- His Bonded Wife
- Sylvia on a Spree

#### 1919
- The Great Victory, Wilson or the Kaiser? The Fall of the Hohenzollerns
- The Great Romance
- Peggy Does Her Darndest, regia di George D. Baker (1919)
- Satan Junior
- Blind Man's Eyes, regia di John Ince (1919)
- La lanterna rossa (The Red Lantern), regia di Albert Capellani (1919)
- Almost Married, regia di Charles Swickard (1919)
- Easy to Make Money, regia di Edwin Carewe (1919)
- The Brat, regia di Herbert Blaché (1919)
- Her Kingdom of Dreams
- It Pays to Advertise, regia di Donald Crisp (1919)
- Should a Woman Tell?

#### 1920
- The Right of Way, regia di John Francis Dillon (1920)
- The Cheater, regia di Henry Otto (19120)
- Clothes, regia di Fred Sittenham (1920)
- The Fatal Hour, regia di George Terwilliger (1920)
- Polly with a Past
- The Misleading Lady, regia di George Irving e George Terwilliger (1920)
- The Rookie's Return, regia di Jack Nelson (1920)
- The Pleasure Seekers, regia di George Archainbaud

#### 1921
- Without Limit
- A Message from Mars, regia di Maxwell Karger (1921)
- The Man Who, regia di Maxwell Karger (1921)
- Clay Dollars
- The Lotus Eater

#### 1922
- La signorina divorziata (Why Announce Your Marriage?), regia di Alan Crosland (1922)
- Reckless Youth, regia di Ralph Ince (1922)
- My Old Kentucky Home, regia di Ray C. Smallwood (1922)
- The Snitching Hour, regia di Alan Crosland (1922)
- The Woman Who Fooled Herself, regia di Charles Logue (1922)
- The Lights of New York, regia di Charles Brabin (1922)

#### 1923
- The Fog, regia di Paul Powell (1923)
- The Tents of Allah, regia di Charles Logue (1923)
- The Go-Getter, regia di E.H. Griffith (1923)
- The Victor, regia di Edward Laemmle (1923)
- Children of Jazz, regia di Jerome Storm (1923)
- Desire. regia di Rowland V. Lee (1923)
- Stephen Steps Out, regia di Joseph Henabery (1923)
- L'orfanella di New York (The Darling of New York), regia di King Baggot (1923)

#### 1924
- The Trouble Shooter, regia di Jack Conway (1924)
- The Sea Hawk, regia di Frank Lloyd (1924)
- La Madonna delle rose (Revelation), regia di George D. Baker (1924)
- Being Respectable, regia di Philip Rosen (1924)
- The Heart Buster, regia di Jack Conway (1924)
- The Family Secret, regia di William A. Seiter (1924)
- The Red Lily, regia di Fred Niblo (1924)
- The Story Without a Name, regia di Irvin Willat (1924)
- The Rose of Paris, regia di Irving Cummings (1924)

#### 1925
- Troppi baci (Too Many Kisses), regia di Paul Sloane (1925)
- The White Desert, regia di Reginald Barker (1925)
- Lights of Old Broadway, regia di Monta Bell (1925)
- The Great Love, regia di Marshall Neilan (1925)
- Ben Hur, regia di Fred Niblo, Charles Brabin, Christy Cabanne, J.J. Cohn, Rex Ingram (1925)

#### 1926
- The First Year, regia di Frank Borzage (1926)
- La Bohème, regia di King Vidor (1926)
- Il delizioso peccatore (Exquisite Sinner), regia di Josef von Sternberg (1926)
- Uomini d'acciaio (Men of Steel), regia di George Archainbaud (1926)
- Tell It to the Marines, regia di George W. Hill (1926)

#### 1927
- Winners of the Wilderness, regia di W. S. Van Dyke (1927)
- Rookies, regia di Sam Wood (1927)
- California, regia di W. S. Van Dyke (1927)
- Annie Laurie, regia di John S. Robertson (1927)
- The Callahans and the Murphys, regia di George W. Hill (1927)
- Foreign Devils, regia di W.S. Van Dyke (1927)
- The Enemy, regia di Fred Niblo (1927)

#### 1928
- Amore e mare (Across to Singapore), regia di William Nigh (1928)
- Riders of the Dark, regia di Nick Grinde (1928)
- Ladro suo malgrado (Easy Come, Easy Go), regia di Frank Tuttle (1928)
- Voce del mondo (Telling the World), regia di Sam Wood (1928)

### Regista
- Freddy's Last Bean (1916)
- Freddy's Narrow Escape (1916)
- Freddy Aids Matrimony (1916)
- Freddy Versus Hamlet (1916)
- Freddy Foils the Floaters (1916)
- Freddy, the Fixer (1916)
- His Lucky Day (191)
- The Double-Double Cross (1916)
- A Lucky Tumble (1916)
- Harold, the Nurse Girl (1916)
- Wrong Beds (1916)
- The Fur Coat (1916)
- A Hard Job (1916)
- Pa's Overalls (1916)
- Did He or Did He Not? (1916)
- A Perfect Day (1916)
- Making an Impression (1916)
- Billy's Melodrama (1916)
- Weary Willie's Birthday (1916)

### Sceneggiatore
- A Lucky Tumble, regia di Frank Currier - sceneggiatura (1916)

### Produttore
- Freddy's Narrow Escape, regia di Frank Currier (1916)